# Psýllos dýo
Psýllos dýo (grec moderne : Ψύλλος δύο) est un îlot, ainsi qu'une localité, située dans le dème de Corfou-Nord, dans le district régional de Corfou, dans la périphérie des Îles Ioniennes, en Grèce.
Selon le recensement de 2021, elle compte 0 habitants.